# Poliritmika
A poliritmika vagy poliritmus különböző ritmusok, eltérő ütemfajták egyidejű felhangzása a többszólamú zenében.
A zenélés bizonyos típusaiban ismert jelenség. 

## Típusai
Bartók nyomán három fajtája :
- szilárd metrikájú poliritmika,
- képlékeny metrikájú poliritmika,
- polimetria.

Egyesek két típusát, a komplementer- és a konfliktus ritmust különböztetik meg.
A szólamok száma alapján vannak kettő tagú, illetve a kettőnél több tagú poliritmikai szerkezetek.

## Alkalmazásai
- Az afrikai, indiai és arab zene a poliritmus több formáját használja.
- A dzsesszben ismert jelenség. A ritmusképletek sokféleségét a beat, a főhangsúly tartja össze.[1]
- A Modern Metál alműfajokban(Djent, Progressive) elöszeretettel használt
- Mozartnál az Oboa-kvartett F-dúrjának utolsó tételében
- Sztravinszkijnál[3] (Tavaszi áldozat)
- A magyar zeneszerzők közt például Bartóknál vagy Ligetinél is megjelent.[1]